# 국립 미국사 박물관
국립 미국사 박물관(國立美國史博物館, National Museum of American History)은 미국 워싱턴 D.C.에 있는 박물관이다. 내셔널 몰에 위치한 스미스소니언 협회에 의해 운영되는 박물관 중 하나이다. 미국의 역사에 관한 다방적인 작품들이 전시되고 있다.